# Lioubar
Pour les articles homonymes, voir Lubar.
Lioubar (en ukrainien et en russe : Любар ; en polonais : Lubar) est une commune urbaine de l'oblast de Jytomyr, en Ukraine, et le centre administratif du raïon de Lioubar. Sa population s'élevait à 2 027 habitants en 2021.

## Géographie
Lioubar est arrosée par la rivière Sloutch et se trouve à 74 km au sud-ouest de Jytomyr.

## Histoire
À l'emplacement de Lioubar se trouvait l'ancienne cité de Bolohiv, mentionnée dans la Chronique d'Ipatiev, en 1150. Dans les années 1324-1386, la ville était la possession de Liubartas, le fils du grand-duc de Lituanie Gediminas. Du XIVe au XVIIe siècle, le village s'appelait Lyoubarta. Lioubar a le statut de commune urbaine depuis 1924.
Une communauté juive ancienne existait dans la ville. En 1491 une synagogue en bois est érigée. Elle est détruite lors de pogroms de cosaques au milieu du XVIIe siècle. À la fin du XIXe siècle, les juifs représentent 43,4 % de la population totale. Au début du XXe siècle, la ville avait neuf synagogues, un théâtre juif, des écoles juives, un  hôpital juif et de nombreux commerces appartenaient aux membres de cette communauté. En mai 1920, des soldats ukrainiens font un pogrom et tuent environ 60 personnes et 180 blessés,. En juillet 1941, les Allemands enferment les juifs de la ville dans un ghetto. Dès août 1941, des exécutions de masse dans la forêt voisine font environ 300 victimes. En septembre, plus de 1 300 juifs de la ville et des villages voisins sont assassinés par un Einsatzgruppen comptant des policiers ukrainiens.

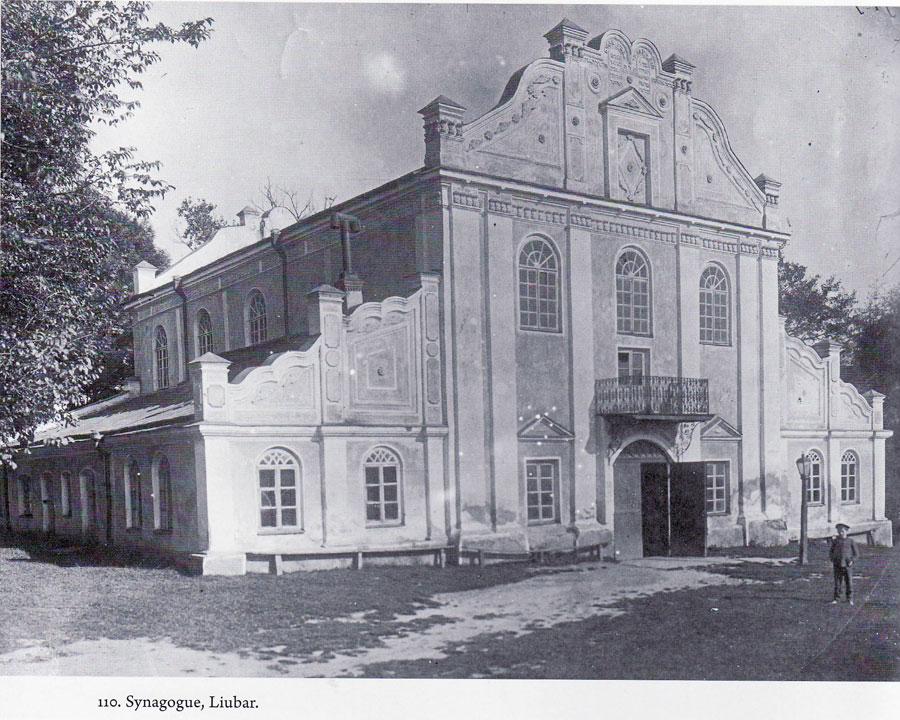
Synagogue de Lioubar en 1912-1914.

## Population
Recensements (*) ou estimations de la population :
| 1959* | 1970* | 1979* | 1989* | 2001* |
| ----- | ----- | ----- | ----- | ----- |
| 1 309 | 2 051 | 2 511 | 2 656 | 2 442 |

| 2009  | 2010  | 2011  | 2012  | 2013  |
| ----- | ----- | ----- | ----- | ----- |
| 2 276 | 2 288 | 2 231 | 2 193 | 2 179 |

| 2021  | - | - | - | - |
| ----- | - | - | - | - |
| 2 027 | - | - | - | - |

## Transports
Lioubar se trouve à 110 km de Jytomyr par le chemin de fer et à 85 km par la route.

## Honneur
L'astéroïde (207585) Lubar est nommé en son honneur.